# Arouktaï
Arouktaï ou Arouqtaï (mongol : ᠠᠷᠤᠭᠲᠠᠢ, VPMC : Arouqtaï, cyrillique : Аругтайest, MNS : Aruγtai)：un aristocrate Asod, un peuple de Mongolie (Alains ou Ossètes).  

## Biographie
Allié au khan des Oïrats Ma-ha-mou, il renverse le Kirghiz Ugetchi qui s'était emparé du khannat suprême en 1399. Son pouvoir est reconnu par la Chine. Il se rallie au descendant de Kubilai Khan Oldjaï Témür qui se proclame grand khan en 1404. Les deux hommes sont battus par empereur Ming Yongle et 1410 et l'Oïrat Ma-ha-mou profite de leur défaite pour s’emparer du pouvoir suprême. 
Vers 1422, Arouktaï rétablit Oldjaï Témür comme grand khan à Karakorum. Il ravage la frontière du Gansu jusqu'à Ningxia. Yongle intervient de nouveau mais Arouktaï s'enfuit à travers le Gobi et demeure insaisissable. Après avoir éliminé Oldjaï Témür, il aurait été proclamé grand khan. Il résiste à deux nouvelles campagnes de Yongle (1424, 1425), bien que le khan Oïrat Toghon, fils et successeur de Ma-ha-mou, se soit révolté contre lui et lui inflige une défaite.
Un prince khoubilaïde, Adaï, fils d’Elbek et frère d’Oldjaï Témür, est proclamé grand-khan par les légitimistes en 1434.  Arouktaï est tué en septembre 1434 par le khan des Oïrats Toghon qui s'empare du pouvoir.

## Famille
On lui connait quatre fils :
- Yexiangbeï Yong (yě xiān bèi luō);
- Abo xiyang (ā bo zhǐ ǎn), père de He Yong;
- Engebeg Yong (áng kè bèi luō);
- Uhoher Da'un (huǒ er hū dá sūn);

## Sources
- René Grousset, L’empire des steppes, Attila, Gengis-Khan, Tamerlan, Paris, Payot, 1938, quatrième édition, 1965, (.pdf) 669 (présentation en ligne, lire en ligne)
- Perpetual Happiness, de Shih-Shan Henry Tsai
- Histoire de la Mongolie, par László Lőrincz publié par Akadémiai Kiadó, 1984  (ISBN 9630533812 et 9789630533812)